# (1008) La Paz
(1008) La Paz es un asteroide que forma parte del cinturón de asteroides y fue descubierto el 31 de octubre de 1923 por Maximilian Franz Wolf desde el observatorio de Heidelberg-Königstuhl, Alemania.

## Designación y nombre
La Paz recibió al principio la designación de 1923 PD.
Más tarde, se nombró por La Paz, Sede de Gobierno de Bolivia.

## Características orbitales
La Paz está situado a una distancia media de 3,093 ua del Sol, pudiendo alejarse hasta 3,336 ua. Tiene una excentricidad de 0,07883 y una inclinación orbital de 8,935°. Emplea 1986 días en completar una órbita alrededor del Sol.